# Исанкулов, Турахан
Турахан Исанкулов — советский хозяйственный, государственный и политический деятель, Герой Социалистического Труда.

## Биография
Родился в 1906 году на территории современного Узбекистана. Член КПСС.
С 1920 года — на хозяйственной, общественной и политической работе. В 1920—1975 гг. — младший чабан, чабан, старший чабан, организатор колхозного сельскохозяйственного производства, председатель колхоза «Кзыл Октябрь» Кагановичабадского района Таджикской ССР.
Указом Президиума Верховного Совета СССР от 17 января 1957 года присвоено звание Героя Социалистического Труда с вручением ордена Ленина и золотой медали «Серп и Молот».
Избирался депутатом Верховного Совета Таджикской ССР 5-8-го созывов.
Умер в Таджикской ССР в 1987 году.

## Награды и звания
- Герой Социалистического Труда (17.01.1957).
- орден Ленина (01.03.1948, 17.01.1957)
- орден Октябрьской Революции (08.04.1971)
- орден Трудового Красного Знамени (17.12.1949, 23.10.1954, 10.12.1973)